# 高見之通
高見 之通（たかみ ゆきみち、1880年〈明治13年〉3月27日 - 1962年〈昭和37年〉10月30日）は、日本の政治家、弁護士。衆議院議員（当選7回）。族籍は富山県士族。

## 経歴
富山県富山市生まれ。富山県士族・高見之貫の長男。1908年、東京帝国大学法科大学英法科を卒業。弁護士の業務に従事する。
富山県東岩瀬町長（1926年1月15日から同年11月27日まで）、富山県売薬同業組合長を務め、1917年の第13回衆議院議員総選挙で初当選した。はじめ立憲政友会に所属し、1920年の第14回衆議院議員総選挙では政友会公認で立候補し当選している。その後政友会を離党して政友本党の結党に参加し、1924年の第15回衆議院議員総選挙では政友本党公認で立候補し当選している。政友本党では党務委員長を務めたが政友本党を離党して政友会に復党し、1928年の第16回衆議院議員総選挙では政友会公認で立候補したものの落選した。
1930年の第17回衆議院議員総選挙では4回目の当選を果たし政界に復帰した。その後は1936年の第19回衆議院議員総選挙で落選したのを唯一の例外として1942年の第21回衆議院議員総選挙まで連続当選し、通算7回当選した。その間立憲政友会総務も務めた。
1939年の政友会分裂に際しては中島知久平が総裁を務める親軍派の政友会革新同盟に所属したものの、アメリカ合衆国との戦争には批判的で太平洋戦争が開戦される直前に渡米して戦争回避を訴えた。政党解消後の翼賛選挙でも翼賛政治体制協議会の推薦は受けずに非推薦候補として立候補し当選した。
戦後は日本進歩党の結党に参加したが公職追放され、追放解除後に自由民主党富山県支部最高顧問となった。1962年10月30日、82歳で死亡。

## 人物
本職は弁護士であるが、副業であるかのような観があり、実際大事件でなければ扱わなかった。
日支親善の念が厚く1918年に支那・朝鮮に遊び、1921年には米国を一周して排日和緩に努めた。
松島遊廓移転問題で詐欺罪で起訴されるが、無罪となる（松島遊廓疑獄）。
1911年、家督を相続する。趣味は修行三昧。宗教は真宗、真宗本派。住所は富山市千石町、東京市小石川区西江戸川町（現・東京都文京区水道）。

## 家族・親族
高見家
- 父・之貫（富山士族[10]、富山藩士[12]）
- 弟[11]
- 妻・ヨネ（1890年 - ?、富山、阿部作次郎の長女[2][注 2]）
- 長男・之忠[10]（1913年 - ?、弁護士[2]） - 1957年度、富山県弁護士会会長[24]。
- 二男・之元（1916年 - ?、三耐工業社長）[2]
- 三男[8]
- 四男[8][10]
- 長女[10]
- 二女[10]
- 三女（医学博士・高橋利貞の妻）[10]
- 四女[2]
- 五女[8][10]